# Josefův Důl (ort i Tjeckien, Liberec)
Josefův Důl är en ort i Tjeckien.   Den ligger i distriktet Okres Jablonec nad Nisou och regionen Liberec, i den norra delen av landet, 100 km nordost om huvudstaden Prag. Josefův Důl ligger 581 meter över havet och antalet invånare är 1 024.
Terrängen runt Josefův Důl är huvudsakligen kuperad, men åt nordost är den platt. Runt Josefův Důl är det tätbefolkat, med 297 invånare per kvadratkilometer. Närmaste större samhälle är Liberec, 12,4 km väster om Josefův Důl. I omgivningarna runt Josefův Důl växer i huvudsak blandskog.